# 오순주

오순주의 위치

오순주(영어: Osun State)는 나이지리아의 남서부에 있는 주로, 주도는 오쇼그보이다. 면적은 9,251km2이며, 인구는 2,203,016명(1991년)이다. 1991년 8월 27일 오요주에서 분리되어 신설되었다. 북쪽으로는 콰라주, 동쪽으로는 에키티주와 온도주, 남쪽으로는 오군주, 서쪽으로는 오요주와 접한다.